# IC 3568
IC 3568 és una nebulosa planetària de la constel·lació de la Girafa situada a 1.3 kiloparsecs (4.500 anys llum) de la Terra. És una nebulosa relativament jove i té un diàmetre de 0.4 anys llum. IC 3568 és una de les nebuloses més simples conegudes, ja que té una morfologia perfectament esfèrica. El nucli de la nebulosa no té una estructura clarament visible en la formació i està composta principalment d'heli ionitzat. La estrella central de la nebulosa és una gegant vermella i pot ser visualitzada amb un to vermell-ataronjat des d'un telescopi d'aficionat. Un dèbil disc de pols còsmica envolta la nebulosa.